# Wiesbaden kulturális élete

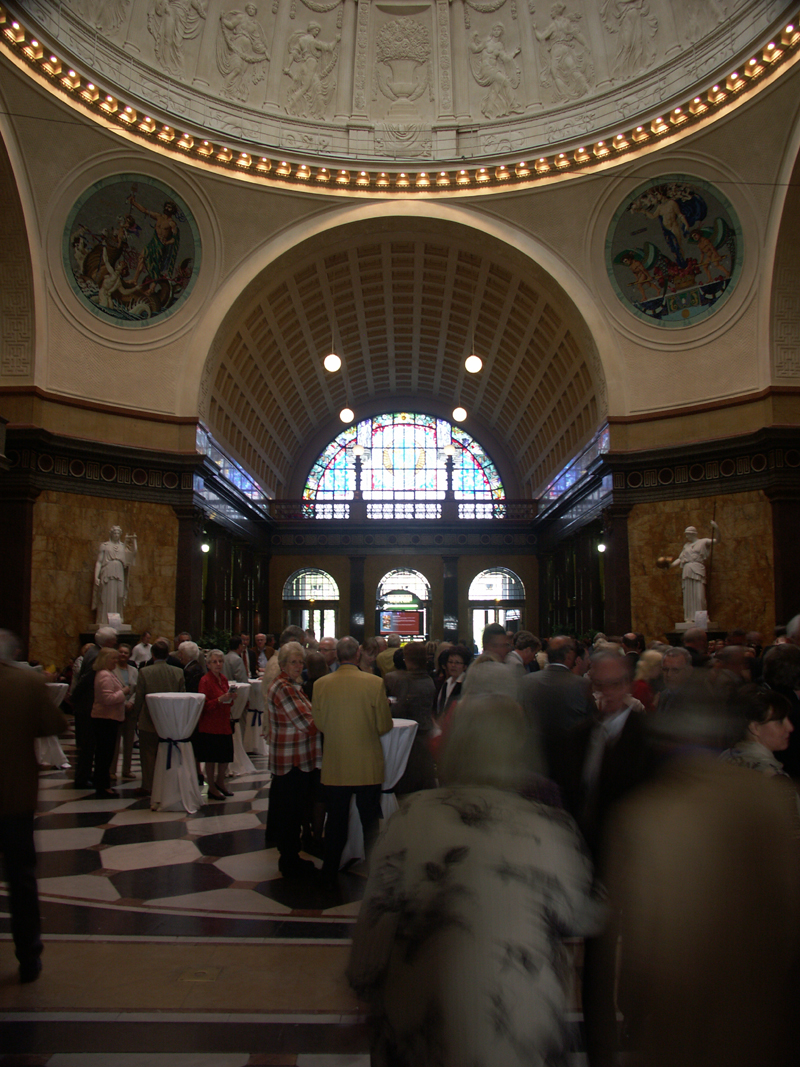
A Kurhaus-nak, a város kulturális élet legfontosabb színpadának az előterme

Wiesbaden kulturális élete nagyon híres és különösen sokoldalú. Az állami színház épületében például 4 különböző helységben adnak előadásokat. A színházi élet csúcspontját minden évben a nemzetközi májusi színházi játékok jelentik.
Minden évben július/augusztus hónapban a "Rheingau Musik Festival"-on számos klasszikus- és jazzkoncertet tűznek műsorra.
A koncertek többek között a kaszinó (Kurhaus) hangversenytermében és a Rajnavölgyi Johannisbergi kastélyban (Schloß Johannisberg) kerülnek megtartásra.
A városban különösen nagyvonalú ligetek és parkok találhatóak. Nem hiába nevezik Wiesbadent Németország "legzöldebb" nagyvárosának.
Egzotikus érdekességnek nevezhető a kb. 1000 vadon élő papagáj, mely például a Kurparkban, a Biebrichi kastélyparkban és a Schiersteini kikötőnél  található.

## Színházak és hangversenytermek
- Blauhaus-Theater

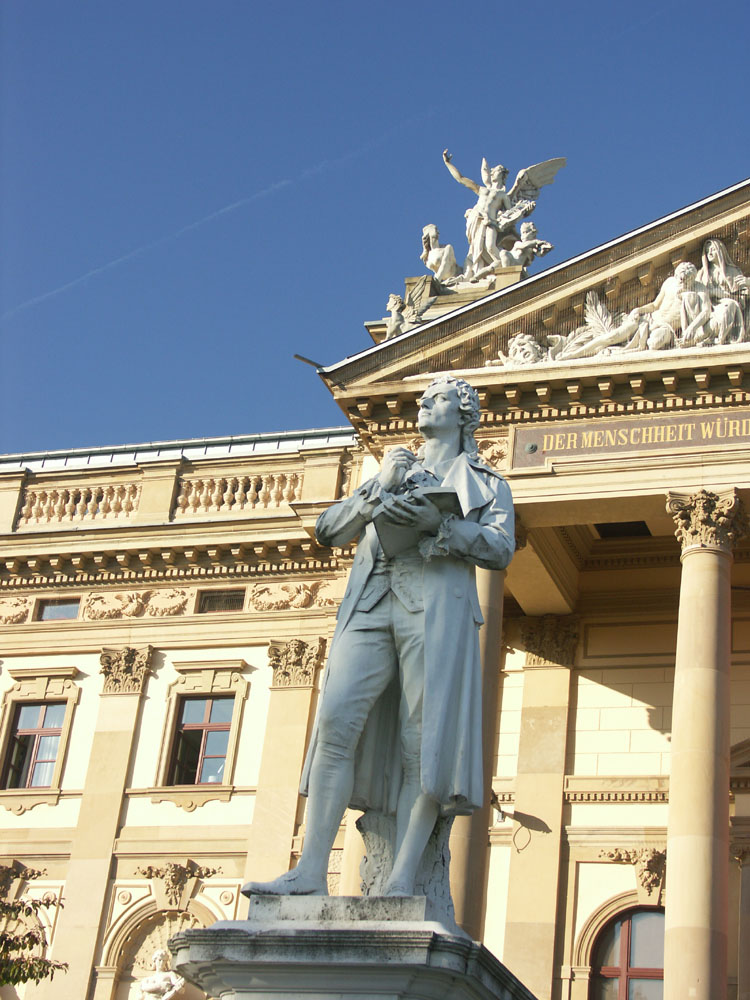
Friedrich Schiller emlékműve az állami színház (Hessisches Staatstheater) előtt

  - Am Römertor / Belváros Busz: 1, 8, 8B
- Friedrich-von-Thiersch-Saal a kaszinóban
  - Wilhelmstraße / Belváros Busz: 1, 8, 8B
- k³ klaer-werk
  - Maaraue / Kostheim Busz: 33, 33B, 54, 55, 56, 91
- Marlionetta-Theater
  - Schwarzgasse / Bierstadt Busz: 17, 17F, 23, 24, 24S, 24W, 37
- Mitternachtstraum-Theater
  - Wandersmannstraße / Erbenheim Busz: 5, 15, 15D, 28; Vasút: RB 21
- Passage
  - Wellritzstraße / Westend Busz: 3, 3B, 6, 6A, 33, 33A, 33B
- Pariser Hoftheater
  - Spiegelgasse / Belváros Busz: 1, 8, 8B, 16, 16H, 16K
- Puppenbühne Traumkiste
  - Taunusstraße / Belváros Busz: 1, 8, 8B
- Hessisches Staatstheater (Állami színház)
  - Wilhelmstraße / Belváros Busz: 1, 8, 8B, 16, 16H, 16K
- Thalhaus
  - Nerotal / Nordost Busz: 1
- Velvets Black and Light Theatre (fekete színház)
  - Schwarzenbergstraße / Südost Busz: 3, 3B, 6, 6A, 27, 33, 33A, 33B
- Volkstheater am Park
  - Wilhelmstraße / Belváros Busz: 1, 8, 8B, 16, 16H, 16K
- Walhalla-Studio-Theater
  - Mauritiusstraße / Belváros Busz: 3, 3B, 6, 6A, 33, 33A, 33B
- Wartburg
  - Schwalbacher Straße / Belváros Busz: 3, 3B, 6, 6A, 33, 33A, 33B

## Mozik
- Alpha
  - Moritzstraße / Belváros Busz: 3, 3B, 6, 6A, 16, 16H, 16K, 33, 33A, 33B
- Arkaden
  - Bleichstraße / Westend Busz: 1, 2, 4, 5, 14, 15, 15D, 17, 17F, 18, 23, 24, 24S, 24W, 45, 47
- Apollo
  - Moritzstraße / Belváros Busz: 3, 3B, 6, 6A, 16, 16H, 16K, 33, 33A, 33B
- Atelier
  - Moritzstraße / Belváros Busz: 3, 3B, 6, 6A, 16, 16H, 16K, 33, 33A, 33B
- Beta
  - Moritzstraße / Belváros Busz: 3, 3B, 6, 6A, 16, 16H, 16K, 33, 33A, 33B
- Caligari Programmkino
  - Marktplatz / Belváros Busz: 1, 2, 5, 8, 8B, 15, 16, 16K, 17, 17F, 18, 20, 21, 21T, 22, 23, 24, 24S, 147
- Filme im Schloß
  - Rheingaustraße / Biebrich (Biebrichi kastély) Busz: 3, 3B, 4, 9, 14, 38
- Gamma
  - Moritzstraße / Belváros Busz: 3, 3B, 6, 6A, 16, 16H, 16K, 33, 33A, 33B
- Hollywood
  - Kirchgasse / Belváros Busz: 3, 3B, 6, 6A, 33, 33A, 33B
- Thalia
  - Kirchgasse / Belváros Busz: 3, 3B, 6, 6A, 33, 33A, 33B
- Walhalla Bambi
  - Mauritiusstraße / Belváros Busz: 3, 3B, 6, 6A, 33, 33A, 33B

## Múzeumok

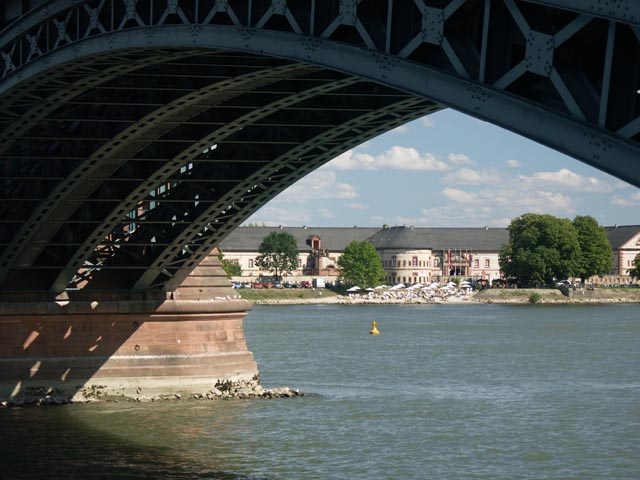
A Reduit nevű erődben egy érdekes múzeum is található

- Állami Múzeum három részleggel: természettudomány, nasszaui régiségek, képtár
  - Friedrich-Ebert-Allee / Belváros
- Aartalbahn / Múzeum-vasút
  - Dotzheimi pályaudvar / Dotzheim Busz: 23, 24, 24S, 24W, 27, 27B
- Artothek
  - Im Rad / Rheingauviertel Busz: 4, 17, 17F, 23, 24, 24S, 24W, 27, 27B
- Érzék tapasztalati Múzeum
  - Freudenbergi kastélyban / Dotzheim Busz: 23, 24, 24S, 24W, 39
- ESWE Technikum
  - Klosterbruch / Nordost Busz: 33, 33B
- Harlekinäum, a világ legviccesebb múzeuma
  - Wandersmannstraße / Erbenheim Busz: 5, 15, 15D, 28; Vasút: RB 21
- Hölgyek Múzeuma
  - Wörthstraße / Belváros Busz: 1, 2, 4, 5, 14, 15, 15D, 17, 17F, 18, 23, 24S, 24W, 27, 27B, 45, 47
- Képtár "Nassauischer Kunstverein"
  - Wilhelmstraße / Belváros Busz: 1, 8, 8B, 16, 16H, 16K
- Kerületi Múzeum Biebrich
  - Rudolf Dyckerhoff Straße Busz: 3, 3B, 4, 14, 38, 39, 39F
- Kerületi Múzeum Bierstadt
  - Venatorstraße Busz: 23, 37
- Kerületi Múzeum Delkenheim
  - Rathausplatz Busz: 15D, 48, 48S, 48X
- Kerületi Múzeum Dotzheim
  - Römergasse Busz: 23, 24, 24S, 24W, 27, 27B, 39
- Kerületi Múzeum Erbenheim
  - Wandersmannstraße Busz: 5, 15, 15D, 28; Vasút: RB 21
- Kerületi Múzeum Kloppenheim
  - Obergasse Busz: 24, 24S, 24W
- Kerületi Múzeum Kostheim
  - Hauptstraße Busz: 33, 33B, 54, 55, 56
- Kerületi Múzeum Medenbach
  - Neufeldstraße Busz: 21, 21T
- Kerületi Múzeum Naurod
  - Obergasse Busz: 20, 21, 21T, 22
- Kerületi Múzeum Nordenstadt
  - Turmstraße Busz: 15, 15D, 46, 48
- Kerületi Múzeum Schierstein
  - Joachim-Ringelnatz-Straße Busz: 23, 45
- Museum Castellum
  - Reduit erődben / Kastel Busz: 6, 6A, 9, 28, 54, 55, 56, 57, 68; HÉV: S1, S9; Vasút: RE 10
- Német Televízió Múzeum 
  - Wiesbadener Straße / Amöneburg Busz: 6, 6A HÉV: S1, S8, S9
- Német Zsidó Múzeum
  - Spiegelgasse / Belváros Busz: 1, 8, 8B
- Rendőr múzeum a rendőri elnökségben
  - Konrad-Adenauer-Ring (2. Ring / nagy körút) / Südost Busz: 37
- Római becsület kapu múzeum
  - Große Kirchenstraße / Kastel Busz: 6, 6A, 9, 28, 54, 55, 56, 57, 68; HÉV: S1, S9; Vasút: RE 10
- Római szabadtéri múzeum
  - Am Römertor / Belváros Busz: 1, 8, 8B
- Sonnenbergi vármúzeum
  - Sonnenhöhe / Sonnenberg Busz: 2, 16, 16H, 16K, 18
- Tutajos múzeum Bastion Schönborn
  - An der Reduit / Kastel Busz: 6, 6A, 9, 28, 54, 55, 56, 57, 68; HÉV: S1, S9; Vasút: RE 10
- Tűzoltó múzeum wiesbadeni tűzoltóság

Feuerwache 1, Kurt-Schumacher-Ring (2. Ring / nagy körút) / Rheingauviertel Busz: 2, 14

## Könyvtárak
- Állami főarchívum
  - Mosbacher Straße / Südost Busz: 4, 14, 37, 47, 147
- Állami könyvtár – kb. 600 000 könyvvel
  - Rheinstraße / Belváros Busz: 3, 3B, 6, 6A, 16, 16H, 16K, 33, 33A, 33B, 36
- Szövetségi statisztikai intézet könyvtára
  - Gustav-Stresemann-Ring (1. Ring / kis körút) / Südost Busz: 16, 16H, 16K, 27B, 37
- Városi főarchívum
  - Im Rad / Rheingauviertel Busz: 4, 17, 17F, 23, 24, 24S, 24W, 27, 27B
- Fővárosi könyvtár – kb. 160 000 könyvvel
  - Neugasse / Belváros Busz: 2, 4, 5, 14, 15, 15D, 16, 16H, 16K, 17, 17F, 18, 20, 21, 21T, 22, 23, 24, 24S, 24W, 27, 27B, 28, 36, 45, 46, 47, 48
    - külső fiókok következő kerületekben: Biebrich, Bierstadt, Freudenberg, Kastel, Klarenthal, Kostheim, Schierstein és Westend)

## Diszkók és klubok
- Basement

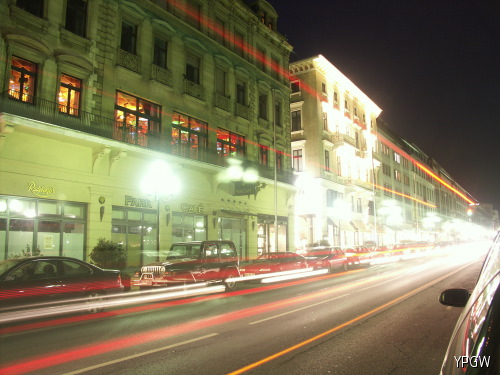
Éjjeli hangulat a Wilhelmstraßén

  - Schwalbacher Straße / Belváros Busz: 3B, 4, 5, 6, 6A, 14, 15, 16, 16H, 18, 21, 21T, 22, 23, 24, 24S, 24W, 33B, 48, 60, 61, 62, 63, 64, 65, 66, 67, 68
- Bel Air (Orosz diszkó)
  - Rheingaustraße / Schierstein Busz: 5, 9, 23, 63, 66, 68
- Club 0611
  - Sonnenberger Straße / Nordost Busz: 16, 16H, 16K, 60
- Ebene 0
  - Kirchgasse / Belváros Busz: 3B, 4, 5, 6, 6A, 14, 15, 16, 16H, 16K, 18, 21, 21T, 22, 23, 24, 24S, 24W, 33B, 48, 60, 61, 62, 63, 64, 65, 66, 67, 68
- Euro Palace
  - Peter-Sander-Straße / Kastel Busz: 33B, 99
- Flagranti
  - Nerotal / Nordost Busz: 1
- Gestüt Renz
  - Nerostraße / Nordost Busz 1
- Kulturzentrum Schlachthof
  - Mainzer Straße / Südost Busz: 3, 3B, 6, 6A, 27, 33, 33B, 60, 65, 67
- Only You Club
  - Kirchgasse Citypassage / Belváros Busz: 3B, 4, 5, 6, 6A, 14, 15, 16, 16H, 16K, 18, 21, 21T, 22, 23, 24, 24S, 24W, 33B, 48, 60, 61, 62, 63, 64, 65, 66, 67, 68
- Parkcafé
  - Wilhelnmstraße / Belváros Busz: 1, 8, 8B, 16, 16H, 16K
- Pudel Bar
  - Wilhelmstraße / Belváros Busz: 1, 8, 8B, 16, 16H, 16K
- Tanzbrunnen
  - Moritzstraße / Belváros Busz: 1, 3B, 6, 6A, 8, 8B, 16, 16H, 16K, 28, 33B, 60
- Tanzlokal No. 33
  - Stolberger Straße / Nordenstadt Busz: 15, 62
- Tollha.us
  - Siemensstraße / Nordenstadt Busz: 15, 62
- Velvet King
  - Philippsring / Kastel Busz: 33, 56, 67, 68, 91; HÉV: S1, S9; Vasút: RE10
- Zocalo
  - Taunusstraße / Belváros Busz: 1, 8, 8B, 60

## Jégpályák
- Henkell-Kunsteisbahn
  - Nixenstraße / Rheingauviertel Busz: 4, 17, 17F, 23, 24, 24S, 24W, 27, 27B

## Uszodák

### Szabadtéri strandok
- Kallebad
  - Wörther-See-Straße / Biebrich Busz: 5
- Kleinfeldchen
  - Hollerbornstraße / Rheingauviertel Busz: 4, 17, 17F, 23, 24, 24S, 24W, 27, 27B
- Luft- und Sonnenbad
  - Unter den Eichen / Nordost Busz: 3, 3B
- Maaraue
  - Insel Maaraue / Kostheim Busz: 33, 33B, 54, 55, 56
- Opelbad
  - Neroberg / Nordost Busz: 1 és fogaskerekű
- Rajnai strand Rettbergsaue – Biebrichi strand
  - Biebrich Busz: 3, 3B, 4, 9, 14, 38 és hajó
- Rajnai strand Rettbergsaue – Schiersteini strand
  - Schierstein Busz: 9, 147 és hajó

### Fedett uszodák
- Business Health & Swim Club
  - Kaiser-Friedrich-Ring (Liliencarré) / Südost Busz: 1, 3, 3A, 4, 6, 6A, 8, 8B, 14, 16, 16H, 16K, 27, 27B, 28, 33, 33A, 33B, 36, 37, 45, 46, 47, 50, 147; Hév: S1, S8, S9; Vasút: RB 10, RE 10, RB 20, RB 75
- ESWE-Freizeitbad
  - Mainzer Straße / Südost Busz: 3, 3B, 6, 6A, 27, 33, 33A, 33B
- Kleinfeldchen
  - Hollerbornstraße / Rheingauviertel Busz: 4, 17, 17F, 23, 24, 24S, 24W, 27, 27B
- Városi uszoda Kostheim
  - Waldhofstraße / Kostheim Busz: 33, 33B, 56, 57

## Gyógyfürdők
- Hotel und Badhaus Bären

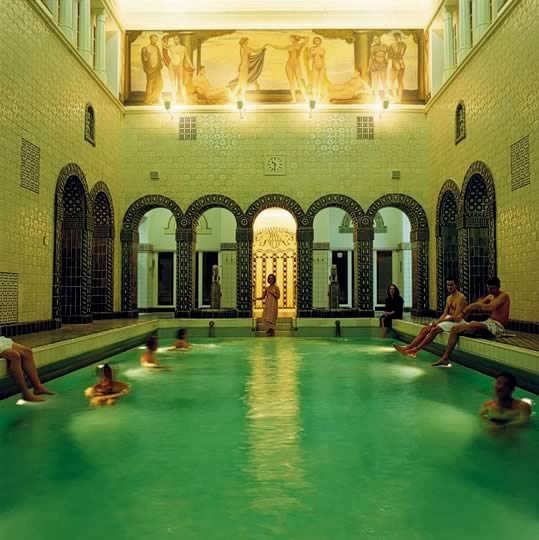
1913-ban épült Európa egyik legszebb gyógyfürdője: A Kaiser-Friedrich-gyógyfürdő. 2000-ben modernizálva lett.

  - Bärenstraße / Belváros Busz: 1, 8, 8B
- Kaiser-Friedrich-Therme
  - Coulinstraße / Belváros Busz: 1, 8, 8B
- Thermalbad Aukammtal
  - Leibnizstraße / Aukamm Busz: 18
- Thermalbad im Nassauer Hof (csak szállodavendégeknek)
  - Wilhelmstraße / Belváros Busz: 1, 8, 8B, 16, 16H, 16K
- Thermalbad im Schwarzen Bock (csak szállodavendégeknek)
  - Kranzplatz / Belváros Busz: 1, 8, 8B
- Park-Sauna
  - Parkstraße / Nordost Busz: 2, 16, 16H, 16K

## Ligetek / Parkok
- Alter Friedhof
  - Nordost Busz: 6, 6A
- Biebrichi kastélypark

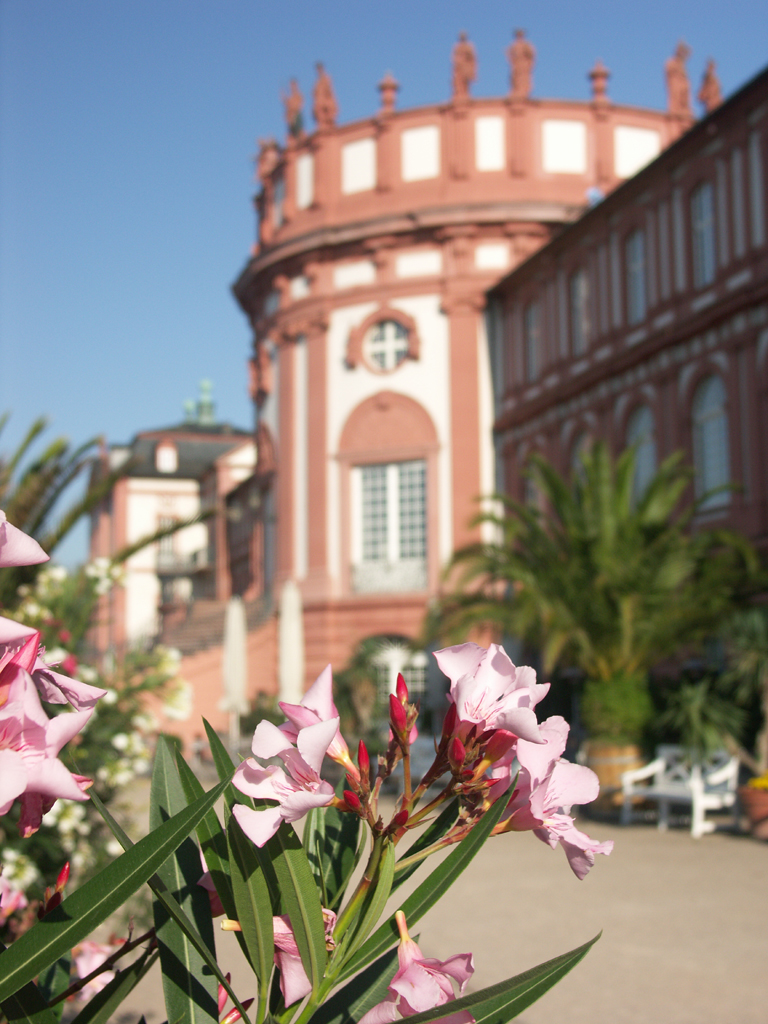
Az 1701-töl 1744-ig épült Biebrichi kastély mögött egy hatalmas park nyílik

  - Biebrich Busz: 3, 3B, 4, 9, 14, 38
- Dürer-Anlage
  - Nordost Busz: 3, 3B
- Freudenbergi kastélypark
  - Dotzheim Busz: 23, 24, 24S, 24W, 39
- Kurpark (Casino park)
  - Belváros Busz: 1, 8, 8B, 16, 16H, 16K
- Nerotal-Anlage
  - Nordost Busz: 1
- Reisinger-Anlagen
  - Belváros Busz: 1, 3, 3B, 4, 6, 6A, 8, 8B, 14, 16, 16H, 16K, 27, 27B, 28, 33, 33A, 33B, 36, 37, 45, 46, 47, 147
- Rajnai liget
  - Schierstein Busz: 9, 147
- Richard-Wagner-Anlagen / Henkell-Park
  - Biebrich Busz: 4, 14, 38, 47, 147
- Schiersteini kikötő
  - Schierstein Busz: 23
- Szigeti liget Maaraue
  - Kostheim Busz: 33, 33B
- Warmer Damm
  - Belváros Busz: 1, 8, 8B, 16, 16H, 16K

## Állatkertek
- Állatkert Fasanerie
  - Fischzuchtweg / Nordost Busz: 33, 33B
- Kasteli állatkert
  - Unterer Zwerchweg / Kastel Busz: 33, 33A, 33B

## Rendezvények

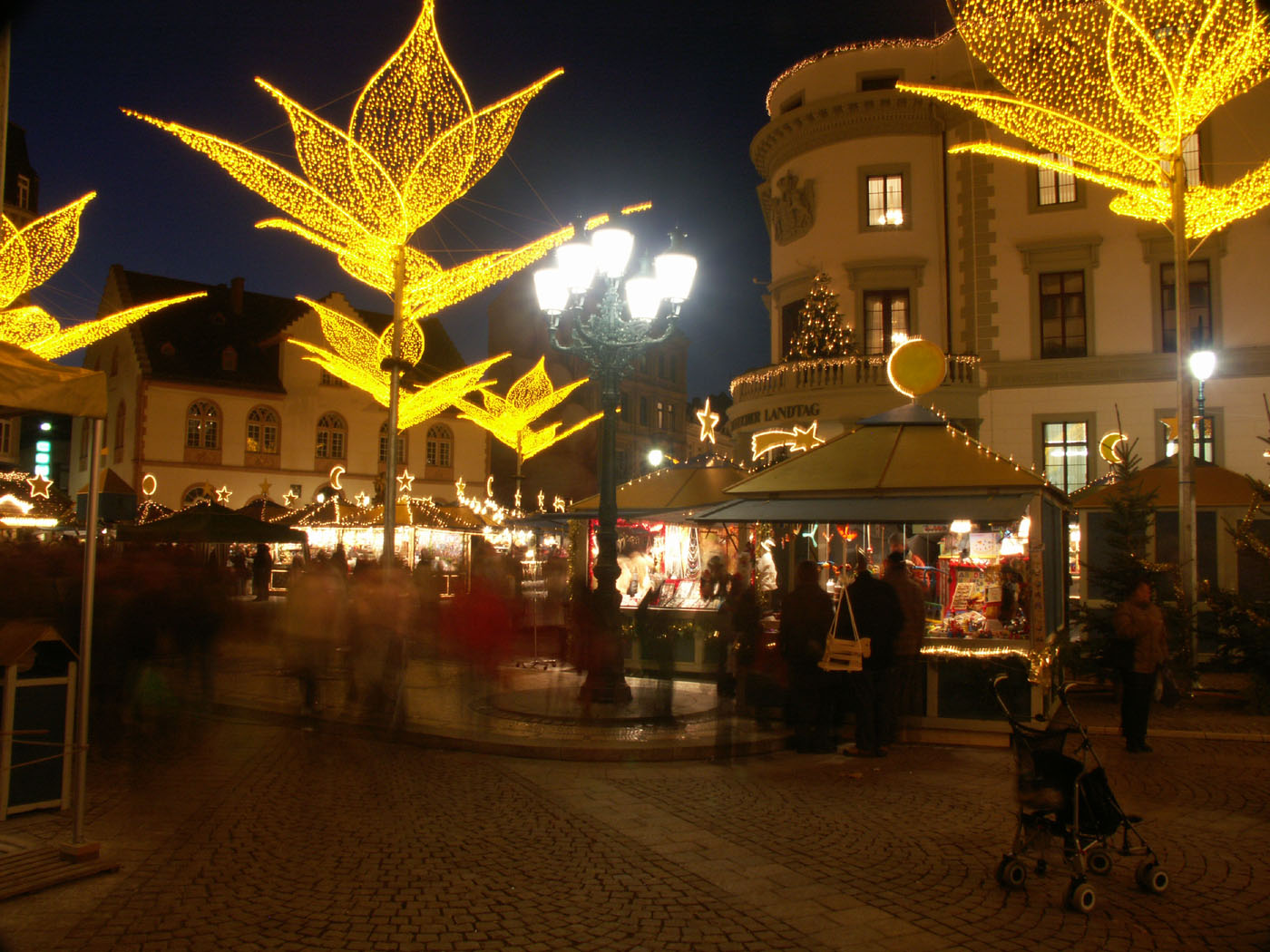
A Sternschnuppenmarkt nevű karácsonyi piac. Jobboldalt a Parlament látható

- április: "goEast" – közép- és kelet-európai filmfesztivál (Belváros)
- május: Internationale Maifestspiele / nemzetközi májusi színházi játékok (Belváros)
- május: Apfelblütenfest ("Äppelblütefest") / almavirág ünnepély (Naurod)
- május/június (pünkösd): nemzetközi lovas és ugrató verseny (Biebrich)
- május/június: Kranzplatz ünnepély (Belváros)
- május/június: éjszakai múzeum és képtár látogatás (Belváros)
- június: Wilhelmstraßen ünnepély "Theatrium" (Belváros)
- június: New plays from Europe  nemzetközi színházi fesztivál, minden második évben
- július: hajókikötő ünnepély (Schierstein)
- július: Gibber Kerb / Gibbi népünnepély (Biebrich)
- július-augusztus: Skate Nights / skater éjszakák (különböző helyszíneken)
- július-augusztus: Rheingau Musik Festival / Rajnavölgy zene fesztivál (különböző helyszíneken)
- augusztus: Rheingauer Weinwoche / rajnai borhét (Belváros)
- augusztus: Folklore im Garten / rock, pop és rap fesztivál (Freudenberg / Dotzheim)
- szeptember: "Zusammenkunst" / Wiesbadeni múzeumok szezon nyitása (Belváros)
- szeptember: Taunusstraßen ünnepély (Belváros)
- november: "Exground" filmfesztivál (Belváros)
- november/december: Andreasmarkt / népünnepély az Elzászi téren (Belváros)
- november/december: Sternschnuppenmarkt / karácsonyi piac (Belváros)
- december: AIDS-bál a kaszinóban (Belváros)
- december 31.: szilveszteri ünnepély a kaszinóban (Belváros)

## Külső hivatkozás
https://web.archive.org/web/20110903215006/http://www.newplays.de/